# Sedum cyrenaicum
Sedum cyrenaicum är en fetbladsväxtart som beskrevs av S.Brullo och F. Furnari. Sedum cyrenaicum ingår i Fetknoppssläktet som ingår i familjen fetbladsväxter. Inga underarter finns listade i Catalogue of Life.